# AA Drink–leontien.nl
AA Drink–leontien.nl (UCI код: LNL) — бывшая женская профессиональная велосипедная команда, базировавшаяся в Нидерландах. Титульными спонсорами команды были AA Drink (с англ. — «after activity drink»), голландский бренд спортивных напитков, принадлежащий компании United Soft Drinks, и leontien.nl, женский сайт о здоровье и фитнесе, связанный с бывшей чемпионкой, Леонтин ван Морсел, муж которой, Михаэль Зейлард, был менеджером команды.
В августе 2012 года Зейлард сообщил гонщикам и персоналу, что команда будет расформирована в конце гоночного сезона 2012 года, так как AA Drink не продлевает спонсорскую поддержку после 2012 года, а они с женой решили не искать нового спонсора.